# Дом Слиозберга
Дом Слиозберга — историческое здание начала XIX века в Минске, памятник архитектуры (номер 711Е000001). Расположен по адресу: Революционная улица, дом 13.

## История
В XIX веке, до большого городского пожара 1881 года, на участке существовал двухэтажный дом и другая застройка, но они были сильно повреждены огнём. Тогдашний владелец мещанин Давид Мовшевич Слиозберг полностью перестроил здание, сделав его трёхэтажным. По состоянию на 1910 год, на первом этаже находились несколько магазинов и лавок, а остальные помещения были жилыми. После 1920 года дом был национализирован, помещения переоборудованы под коммунальные квартиры. В годы Великой Отечественной войны дом не пострадал. За время послевоенных ремонтов утрачена внутренняя планировка, заложена проездная арка, убраны балконы. В 2010—2012 гг. дом был отреставрирован, балконы восстановлены.

## Архитектура
Трёхэтажное здание, покрытое двускатной крышей, имеет симметричный фасад, в центре которого была проездная арка. Центральная часть выделена двумя плоскими лопатками. Между первым и вторым этажами проходит карнизный пояс. Окна первого этажа прямоугольной формы, второго и третьего - лучковые. Окна второго этажа украшают прямые сандрики. Под крышей проходит многослойный карниз. Сбоку к фасаду примыкает одноэтажная пристройка со ступенчатой аттиковой стенкой.